# XDCC

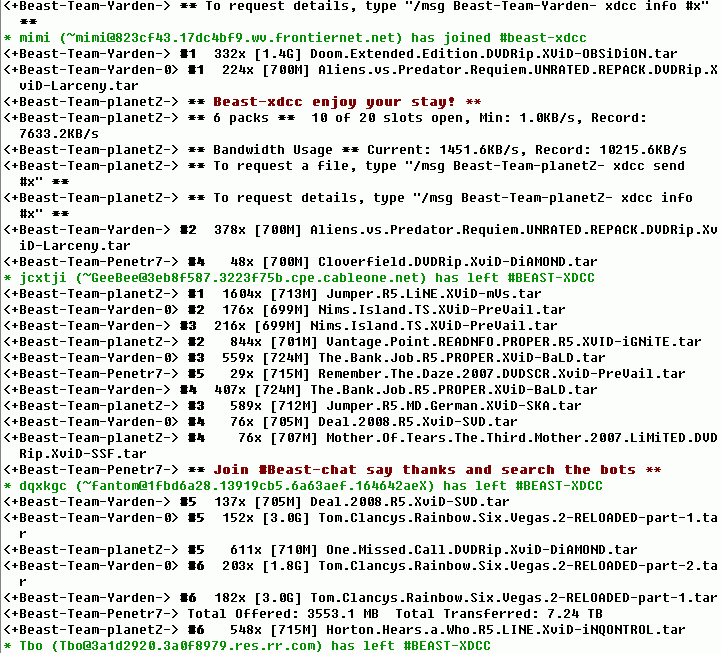
XDCC 봇에서 이용 가능한 팩 목록

XDCC (Xabi DCC 또는 eXtended DCC)는 호스트 서비스로 인터넷 릴레이 챗(IRC)을 사용하는 컴퓨터 파일 공유 방식이다.

## 역사
오리지널 DCC 프로토콜의 제한으로 인해 매우 큰 파일, 여러 묶음의 파일의 전송이 불가능했다. XDCC는 파일의 일괄 처리를 허용시키고 이러한 파일들을 다른 사람들에게 요청/보낼 수 있도록 개발되었다.
XDCC는 Xabi에 의해 1994년 ircII를 대상으로 작성된 스크립트로 출발했다. 이 스크립트는 ircII DCC 명령을 확장한다. 현재 XDCC는 일반적으로 파일 공유 프로그램을 실행시키는 IRC 봇을 가리킨다. XDCC 봇들은 DCC 프로토콜을 사용하여 다운로드를 위해 일반적으로 크기가 큰 하나 이상의 파일들을 처리한다. XDCC가 일반적으로 와레즈 릴리스의 소프트웨어, 음악, 영화와 같은 불법 콘텐츠를 배포하는데 사용되지만 적법한 방법으로 사용되기도 한다.

## 검색 엔진
마치 토렌트를 위해 파이러트베이가 하는 것처럼 IRC / XDCC 네트워크를 색인화하는 수많은 검색 엔진이 존재한다.
현재 생존하는 인덱서는 다음을 포함한다:
- xdcc-finder.com
- SunXDCC.com
- cr4wl.ga